# Radhouane El Meddeb
Né à Tunis en 1969, Radhouane El Meddeb est un chorégraphe, danseur et acteur franco-tunisien, fondateur de la Compagnie de Soi.

## Biographie
Radhouane El Meddeb est formé à l'Institut supérieur d'art dramatique de Tunis. En 1996, la section tunisienne de l'Institut international du théâtre lui donne le titre de « jeune espoir tunisien ». Il s'installe en France la même année.
En Tunisie, il travaille avec Fadhel Jaïbi, Taoufik Jebali et Mohamed Driss.
En France, il rejoint la formation dirigée par Jacques Rosner au Théâtre national de Toulouse.
Il collabore avec les metteurs en scène Jacques Rosner, Lotfi Achour et Catherine Boskowitch et des auteurs contemporains  tels que Natacha de Pontcharra, Abdel Hakim et Camille de Toledo.
Férid Boughedir lui offre des rôles au cinéma : Un été à La Goulette et Halfaouine, l'enfant des terrasses.
Pendant ses années consacrées au théâtre, il commence à s'investir dans le milieu chorégraphique, notamment en tant qu'interprète et collaborateur artistique auprès de chorégraphes tunisiens. Il participe également à plusieurs stages de danse, particulièrement avec Lisa Nelson et Jean-Laurent Sasportès et collabore à la conception de plusieurs créations.
En 2005, il crée Pour en finir avec MOI au Printemps de la Danse de Carthage, à Tunis, sa première création chorégraphique, un solo qui ouvre son parcours de chorégraphe.
En 2008, il crée Quelqu'un va danser... pour les Rencontres chorégraphiques internationales de Seine-Saint-Denis.
En 2010, il chorégraphie sa première pièce de groupe intitulée Ce que nous sommes pour cinq danseurs au Centre national de la danse.
À partir de 2011, Radhouane El Meddeb devient artiste associé au Centquatre-Paris ; il le restera jusqu'à la saison 2016-2017.
En 2014, il crée Au temps où les arabes dansaient..., pièce pour quatre danseurs qu'il reprendra en 2016 dans la Grande Salle du Centre Pompidou.
En 2015, dans le cadre de la manifestation « Monuments en Mouvements », il donne la première de  Heroes, prélude, forme courte pour dix interprètes présentée au Panthéon de Paris. En 2016, il continue le travail mené avec les interprètes et présente Heroes au Festival de Marseille.
Il donne au Festival d'Avignon 2017, Face à la mer, pour que les larmes deviennent des éclats de rire, pièce pour dix interprètes et deux musiciens tunisiens.
En 2019, il crée à Opéra national du Rhin, un Lac des cygnes avec le Ballet de l'Opéra national du Rhin, présenté au Théâtre national de Chaillot et une pièce pour trois danseurs et un pianiste, AMOUR-S, Lorsque l’amour vous fait signe, suivez-le... pour les Rencontres chorégraphiques internationales de Seine-Saint-Denis.

## Décorations
- Chevalier de l'ordre des Arts et des Lettres (2 novembre 2023)[18].

## Chorégraphies
- 2005 : Pour en finir avec MOI, pour le Printemps de la danse de Carthage, Tunis
- 2006 : Hûwà, Ce lui], pour  Montpellier Danse 2006[3]
- 2008 : Quelqu'un va danser...[6] pour les Rencontres chorégraphiques internationales de Seine-Saint-Denis 2008
- 2008 : Je danse et je vous en donne à bouffer[7] au Centre national de la danse
- 2010 :  Ce que nous sommes[7]
- 2010 : Chant d'amour[4] en collaboration avec Stéphane Gombert au Collectif 12 à Mantes-la-Jolie
- 2011 : Tunis, le 14 janvier 2011 pour le [Meeting Point 6] au Beirut Art Center au Liban[19]
- 2011 : A l'étroit avec l'écrivain Philippe Adam pour le Festival Concordan(s)e[20]
- 2012 : Sous leur pieds, le paradis co-écrit par Thomas Lebrun[4]
- 2013 : Nos limites[21] pour le duo de circassiens Matias Pilet et Alexandre Fournier
- 2014 : Au temps où les arabes dansaient...[10]
- 2015 : Heroes, prélude[12]
- 2015 : Nous serons tous des étrangers pour la Biennale de Venise - College[22]
- 2016 : À mon père, une dernière danse et un premier baiser[23]
- 2016 : Heroes[24]
- 2016 : Ô Solitude, My Sweetest Choice[25] pour le Los Angeles Contemporary Exhibitions
- 2017 :  Face à la mer, pour que les larmes deviennent des éclats de rire[26], pour le 71e Festival d'Avignon[1]
- 2019 :  Le Lac des cygnes avec le Ballet de l'Opéra national du Rhin[15]
- 2019 : Lorsque l'amour vous fait signe, suivez-le...[17] pour les Rencontres chorégraphiques internationales de Seine-Saint-Denis
- 2020 : creation in situ pour une exposition d'œuvres de Nil Yalter au MAC/VAL de Vitry-sur-Seine[27].